# 23109 Masayanagisawa
23109 Masayanagisawa este un asteroid din centura principală de asteroizi.

## Descriere
23109 Masayanagisawa este un asteroid din centura principală de asteroizi. A fost descoperit pe 30 decembrie 1999 la Stația Anderson Mesa în cadrul programului LONEOS. Asteroidul prezintă o orbită caracterizată de o semiaxă mare de 3,22 ua, o excentricitate de 0,15 și o înclinație de 7,7° în raport cu ecliptica.